# Prix Claude-Farrère
Prix Claude-Farrère ist ein französischer Literaturpreis, der 1959 von der Association des écrivains combattants ins Leben gerufen wurde. Dieser Preis wurde zu Ehren des Schriftstellers Claude Farrère (1876–1957) benannt und wird durch einstimmiges Votum jährlich verliehen; sollte sich die Jury  auf keines einigen können, entfällt die Preisvergabe.

## Preisträger
| Jahr | Preisträger                                        | Werk                                                              | Verlag              |
| ---- | -------------------------------------------------- | ----------------------------------------------------------------- | ------------------- |
| 1959 | Jean-Louis Cotte (1923–1999)                       | La longue piste                                                   | Albin Michel        |
| 1960 |                                                    |                                                                   |                     |
| 1961 | Maurice Denuzière (* 1926)                         | Une tombe en Toscanie                                             | Julliard            |
| 1962 | Maurice Duclain (1897–1972)                        | Les moines en cuirasses                                           | Galic               |
| 1963 | Georges Bonneau (1897–1972)                        | Douce-comme-le-miel ou la lune brille à l’est                     | Fayard              |
| 1964 | Jacques Deval (1895–1972)                          | Les voyageurs                                                     | Albin Michel        |
| 1965 | Dominique Farale (* 1931)                          | Les trompettes se sont tues                                       | Presses de la cité  |
| 1966 | Gabriel Perreux (1883–1967)                        | Les vies quotidienne des civils en France pendant la Grand Guerre | Hachette            |
| 1967 | Jacqueline Marenis                                 | Saison ardente                                                    | Casterman           |
| 1968 |                                                    |                                                                   |                     |
| 1969 | Michel Larneuil (* 1926)                           | La petite marche du Télengana                                     | Grasset             |
| 1970 | Henri Spade (1921–2008) Pierre Fritsch (1930–2005) | Nos cousins d’Allemagne Une enfance lorraine, Band 2              | Grasset             |
| 1971 | Robert Beylen                                      | Hong Kong, c’est rendu ce soir                                    | Presses de la cité  |
| 1972 |                                                    |                                                                   |                     |
| 1973 | Jean-Marc Soyez (* 1927)                           | Les regards                                                       | France-Empire       |
| 1974 |                                                    |                                                                   |                     |
| 1975 | René Barjavel (1911–1985) und Olenka de Veer       | Les dames à la Licorne                                            | Presses de la cité  |
| 1976 |                                                    |                                                                   |                     |
| 1977 | Paul Humbourg                                      | Les dargon de Saint-Georges                                       | J. C. Lattès        |
| 1978 |                                                    |                                                                   |                     |
| 1979 | Anne Loesch (* 1941)                               | Les coulaurs d’Odessa                                             | Calmann-Lévy        |
| 1980 | Roby Wolff (1916–1995)                             | Le Robinson de la Tour                                            | France-Empire       |
| 1981 |                                                    |                                                                   |                     |
| 1982 |                                                    |                                                                   |                     |
| 1983 | Michel Tauriac (1927–2013)                         | La catastrophe (Les années créoles, 1)                            | La table Ronde      |
| 1984 | Erwan Bergot (1930–1993)                           | Le Flambeau                                                       | Presses de la cité  |
| 1985 | Alain Gandy (1924–2015)                            | L’escadron                                                        | Presses de la cité  |
| 1986 | Marie-Paul Armand (1946–2011)                      | La poussière des corons                                           | Presses de la cité  |
| 1987 |                                                    |                                                                   |                     |
| 1988 | Pierre Miquel (1930–2007)                          | La lionne de Belfort                                              | Belford             |
| 1989 | Henry Noullet (* 1921)                             | La pagode rouge                                                   | Fayard              |
| 1990 | Hubert Bassot (1932–1995)                          | Le 13e octobre 2017                                               | Robert Laffont      |
| 1991 | Philippe Mestre (1927–2017)                        | Demain, la rue Saint-Nicaire                                      | Robert Laffont      |
| 1992 |                                                    |                                                                   |                     |
| 1993 | Jean-Pierre Dannaud (1921–1995)                    | Fleuve rouge                                                      | Fallois             |
| 1994 | Jean-Jacques Antier (1928–2023)                    | Autant en apporte la mer                                          | Presses de la cité  |
| 1995 | Édouard Axelrad (1918–2006)                        | Au fil du fleuve                                                  | Presses de la cité  |
| 1996 | Guy Lesage (* 1921)                                | Le medecin de Vinh-Long                                           | France-Empire       |
| 1997 | Dominique Baudis (1947–2014)                       | Raimond, le cathare                                               | Laffont-Ramsay      |
| 1998 | Gisélè Tuaillon-Nass                               | L’étranger alsacien                                               | Laffont-Ramsay      |
| 1999 | Étienne Doussau (1927–2005)                        | Le croyaient en l’Algérie                                         | l’Harmattan         |
| 2000 |                                                    |                                                                   |                     |
| 2001 | Gilbert Forray (1930–2017)                         | Pour quelques argents de neige                                    | Appoline            |
| 2002 | Madeleine Lassère (* 1939)                         | Moreau ou la gloire perdue                                        | l’Harmattan         |
| 2003 | Pierre Messmer (1916–2007)                         | La patrouille perdue                                              | Albin Michel        |
| 2004 | Alice Ferney (* 1961)                              | Dans la guerre                                                    | Albin Michel        |
| 2005 | Jean-Bernard Papi (* 1939)                         | Socrate et les technocrates                                       | Fallois             |
| 2006 | Chahdortt Djavann (* 1967)                         | Comment peut-on être français?                                    | Flammarion          |
| 2007 |                                                    |                                                                   |                     |
| 2008 | Christian Signol (* 1947)                          | Un matin sur la terre                                             | Albin Michel        |
| 2009 | Philippe Claudel (* 1962)                          | Le rapport de Brodeck                                             | Stock               |
| 2010 | Béatrice Fontanel (* 1957)                         | L’homme barbelé                                                   | Grasset & Fasquelle |
| 2011 | Marie-Odile Beauvais (* 1951)                      | Le secret de Gretl                                                | Fayard              |
| 2012 | Benoît Duteurtre (1960–2024)                       | L’Été 76                                                          | Gallimard           |
| 2013 | Philippe de Villiers (* 1949)                      | Le roman de Charette                                              | Albin Michel        |
| 2014 | Serge Revel (* 1946)                               | Les fréres Joseph                                                 | Rouerque            |
| 2015 | Gilles Martin-Chauffier (* 1954)                   | La femme qui dit non                                              | Grasset             |
| 2016 | Patrick Tudoret (* 1961)                           | L’homme qui fuyait le Nobel                                       | Grasset             |
| 2017 | François-Guillaume Lorrain (* 1970)                | Vends maison de famille                                           | Flammarion          |